# Steinreihe von Searle’s Down

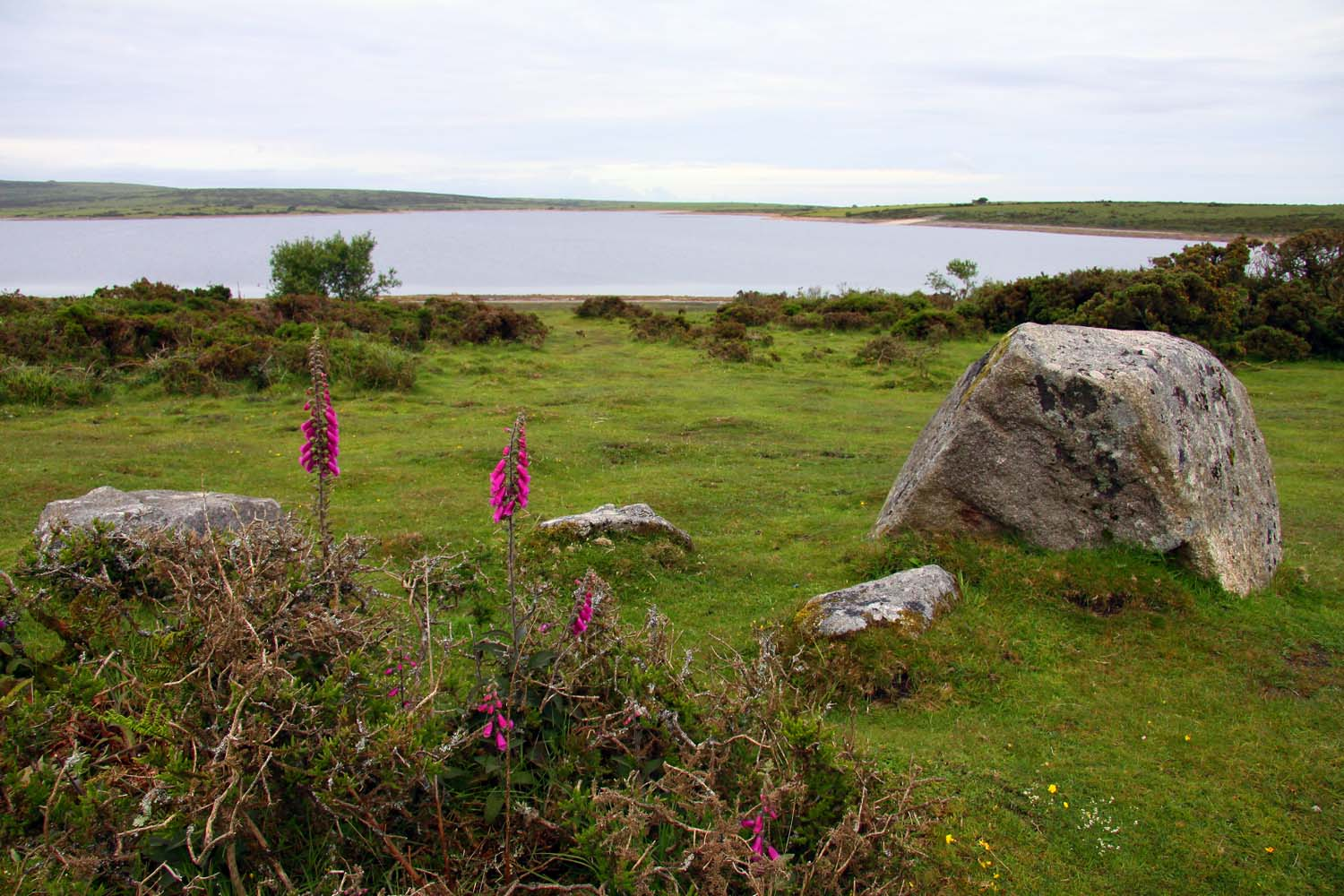
Steinreihe am Colliford Reservoir

Die Steinreihe von Searle’s Down liegt am Südufer des Colliford Reservoirs, nördlich von St Neot bei Liskeard in Cornwall in England. Sie wurde von Peter Herring identifiziert und in den 1970er Jahren von Frances Griffith ausgegraben. Die Steine in der Steinreihe werden von ihr als „winzig“ bezeichnet.
Keiner der umgestürzten Steine, deren größte Abmessungen gemessen wurden, ist länger als 0,5 m, und kein stehender Stein erhebt sich mehr als 0,2 m über den Untergrund. Sieben sind weniger als 0,1 m hoch und die durchschnittliche Höhe beträgt nur 0,107 m, so dass die Steine die Oberfläche kaum durchbrechen. Die Reihe war ursprünglich 296 m lang und endete in der Nähe eines Cairns. Die Länge der zur Überprüfung verfügbaren Reihe hängt vom Wasserstand im Reservoir ab. 2017 wurden acht Steine erfasst.

## Datierung
Die bronzezeitliche Steinreihe von Searle’s Down wurde von dem inneren Steinkreis eines Grabhügels überdeckt. Der äußere Steinkreis des Hügels lieferte ein Datum von kalibriert 2040–1620 v. Chr., und die Ausgräberin Frances Griffith nimmt an, dass zwischen der Errichtung der Steinreihe und des Grabhügels kein größerer Hiatus bestand. Die 2004 entdeckte Steinreihe am Cut Hill im nördlichen Dartmoor in Devon in England ist die erste, die datiert werden konnte. Der Torf unter Stein 1 wurde mit der Radiokarbonmethode auf kalibriert 3700–3540 v. Chr. datiert, der Torf darüber auf kalibriert 2476–2245 v. Chr.
In der Nähe steht der 1,6 m lange, 0,6 m breite und 0,3 m dicke Trebinnick Menhir.